# 격자에너지
격자에너지란 이온성 고체를 구성하는 이온들을 떼어내는 데 필요한 에너지의 양이다. 따라서 고체 상태에서 이온들이 얼마나 강하게 끌어당기고 있는지를 나타낸다.

## 같이 보기
- 이온 결합
- 이온성 화합물
- 결합 에너지
- 마델룽 상수